# Carex wahlenbergiana
Carex wahlenbergiana là một loài thực vật có hoa trong họ Cói. Loài này được Boott mô tả khoa học đầu tiên năm 1860.